# Çorumspor
Çorumspor Kulübü bzw. Çorumspor ist ein türkischer Fußballverein aus der Stadt Çorum, der Hauptstadt der gleichnamigen Provinz in der anatolischen Schwarzmeer-Region. Die Spiele werden im Çorum Şehir Stadyumu ausgetragen, in dem 15.000 Zuschauer Platz finden. Der Verein wurde 1967 gegründet.

## Geschichte

### Systembedingter Abstieg in die TFF 3. Lig
Da mit der Saison 2001/02 der türkische Profi-Fußball grundlegenden Änderungen unterzogen werden sollte, wurden bereits in der Spielzeit 2000/01 Vorbereitungen für diese Umstellung unternommen. Bisher bestand der Profifußball in der Türkei aus drei Ligen: Der höchsten Spielklasse, der einspurigen Türkiye 1. Futbol Ligi, der zweitklassigen fünfspurig und zwei in zwei Etappen gespielten Türkiye 2. Futbol Ligi und der drittklassigen und achtgleisig gespielten Türkiye 3. Futbol Ligi. Zur Saison 2001/02 wurde der Profifußball auf vier Profiligen erweitert. Während die Türkiye 1. Futbol Ligi unverändert blieb, wurde die Türkiye 2. Futbol Ligi in die nun zweithöchste Spielklasse, die Türkiye 2. Futbol Ligi A Kategorisi (zu dt.: 2. Fußballliga der Kategorie A der Türkei), und die dritthöchste Spielklasse, die Türkiye 2. Futbol Ligi B Kategorisi (zu dt.: 2. Fußballliga der Kategorie B der Türkei), aufgeteilt. Die nachgeordnete Türkiye 3. Futbol Ligi wurde fortan somit die vierthöchste Spielklasse, die TFF 3. Lig. Jene Mannschaften, die in der Drittligasaison 2000/01 lediglich einen mittleren Tabellenplatz belegten, wurden für die kommende Saison der neugeschaffenen vierthöchsten türkischen Spielklasse, der 3. Lig, zugewiesen. Çorumspor, welches die Liga auf dem 6. Tabellenplatz beendet hatte, musste so systembedingt in die 3. Lig absteigen.

### Rückkehr in die TFF 2. Lig
Mit Ende des Spieljahres 2007/08 erreichte Çorumspor die Meisterschaft der TFF 3. Lig und stieg nach siebenjähriger Abstinenz wieder in die drittklassige TFF 2. Lig auf.

### Neuzeit
In der Viertligasaison 2012/13 verfehlte die Mannschaft den Klassenerhalt der TFF 3. Lig und stieg damit nach 29 Jahren Profiligazugehörigkeit wieder in den Amateurfußball ab.

## Ligazugehörigkeit
- 2. Liga: 1974–1977, 1980–1982, 1993–1998
- 3. Liga: 1967–1974, 1977–1980, 1984–1993, 1998–2001, 2008–2012
- 4. Liga: 2001–2008, 2012–2003
- Amateurligen: 1982–1984, Seit 2013

## Ehemalige bekannte Spieler
| - Onur Aksar - Serdar Bayrak - Sefa Akın Başıbüyük - Şaban Genişyürek - Yaşar Kabakçı - Bülent Karaman - Abdullah Karmil - Hüseyin Kartal - Vural Korkmaz - Murat Ocak - Erkam Reşmen - Taner Taşkın - Fazlı Ulusal |

## Trainer (Auswahl)
| - İsmail Kurt (April 1973 – Mai 1974) - Müjdat Yalman (Januar 1994 – Mai 1994) - Murat Özgen (September 1996 – Dezember 1996) - Mustafa Çapanoğlu (September 1997 – März 1998) - Murat Özgen (November 2002 – Oktober 2003) - Ali Güneş (Februar 2010 – Dezember 2010) |